# Onii-chan wa oshimai!
Onii-chan wa oshimai! (お兄ちゃんはおしまい!? lett. "È finita fratellone!"), noto anche con l'abbreviazione Onimai (おにまい?), è un manga scritto e disegnato da Nekotofu. La serie iniziò con la serializzazione sulla rivista Monthly Comic Rex della casa editrice Ichijinsha dal 27 aprile 2019. Un adattamento anime, prodotto da Studio Bind, è stato trasmesso dal 5 gennaio al 23 marzo 2023.

## Trama
Un giorno Mahiro Oyama, un otaku che vive con la sorella minore Mihari, si sveglia con l'aspetto di una ragazza, a seguito di uno degli esperimenti fatti dalla sua sorella scienziata. Mahiro ora deve imparare a vivere come una ragazza delle scuole medie, nel mentre fa amicizia con alcune studentesse della sua nuova scuola.

## Personaggi

Mahiro, Momiji, Asahi e Miyo nell'anime

Mahiro Oyama (緒山 真尋?, Oyama Mahiro)
Doppiato da: Marika Kōno
Mahiro è il/la protagonista della serie. L'aspetto di Mahiro come ragazzo direttamente prima della trasformazione non è mai stato completamente mostrato. Da bambino, il suo viso sembrava sorprendentemente simile a come è attualmente, ma con i suoi capelli grigio-rosati molto più corti. Dopo essere stato trasformato in una ragazza delle scuole medie da Mihari, i capelli di Mahiro si sono allungati fino al centro della schiena con una singola ciocca sulla parte superiore che spunta e due ciuffi più lunghi che cadono sul davanti e coprono le orecchie. Il suo aspetto attuale è quello di una ragazza estremamente carina e adorabile leggermente più piccola di Mihari. Dato che Mihari ha buttato via tutti i suoi vestiti maschili, Mahiro è costretto a indossare quasi esclusivamente gonne e abiti. Col passare del tempo, inizia a maturare sia fisicamente che emotivamente. Quando era un ragazzo, era un otaku con un amore esclusivo per i manga con storie dal contenuto sessuale, e stava a casa a giocare ai videogiochi. Non lasciava la sua casa da due anni.
Mihari Oyama (緒山 みはり?, Oyama Mihari)
Doppiata da: Kaori Ishihara
Mihari è una bambina prodigio nonché sorella di Mahiro. Mihari è una ragazza in età da liceo con un aspetto molto atletico e in forma. Ha i capelli castano scuro che sono legati nella parte posteriore con un fiocco rosso che forma lunghe treccine. È una ragazza brillante il cui mondo ruota attorno alla sua ricerca e a suo fratello. Ha sostenuto gli esami nel suo primo anno di scuola superiore, mostrando di essere molto intelligente.
Kaede Hozuki (穂月 かえで?, Hozuki Kaede)
Doppiata da: Hisako Kanemoto
Kaede è la sorella maggiore di Momiji Hozuki e la migliore amica di Mihari, che si sono conosciute quando erano alle scuole medie. È anche amica di Mahiro e delle sue amiche, agendo come una figura di sorella maggiore per tutte loro. Kaede è una liceale ed è una ragazza piuttosto alta, essendo quasi una spanna più alta di Mahiro e delle sue amiche. Ha lunghi capelli rosa che di solito tiene legati in coda di cavallo usando un elastico.
Momiji Hozuki (穂月 もみじ?, Hozuki Momiji)
Doppiata da: Minami Tsuda
Momiji è la sorella minore di Kaede e migliore amica di Mahiro. Momiji è una ragazza bassa e atletica con capelli castani e occhi marroni. Di solito tiene i capelli legati in un nodo basso che la fa sembrare un samurai. Quando il tempo diventa più freddo, lascia che i suoi capelli pendano liberamente per tenersi più calda. Raramente si veste con uno stile femminile, preferendo pantaloncini e magliette quando non indossa la sua uniforme scolastica. Non le piace vestirsi con abiti tipici femminili come gonne e lo fa solo quando indossa la sua uniforme da scuola media o quando qualcuno va a fare shopping con lei. Quando si veste in modo casual, Momiji tende a indossare magliette e pantaloncini. È terrorizzata dalle storie di fantasmi.
Asahi Ōka (桜花 あさひ?, Ōka Asahi)
Doppiata da: Kana Yūki
Asahi è una studentessa della scuole medie nonché una delle migliori amiche e compagne di classe di Mahiro. Asahi è una ragazza bassa ma estremamente carina e atletica, ha i capelli biondo scuro e gli occhi verdi. Quando sorride si possono intravedere i suoi denti appuntiti nella parte posteriore della bocca che ricordano delle zanne. Tende a tenere i capelli legali in treccine laterali, uno stile che ha appreso da Momiji la prima volta che si sono incontrate. Ha una personalità energica ed è anche un po' stupida in quando tende a dire qualsiasi cosa le passi per la testa, indipendentemente da quello che potrebbero pensare gli altri. Nonostante ciò questo suo lato è innocente in quanto non intende mai far sentire male il prossimo e vuole essere amica di tutti. Il suo punto debole è il periodo degli esami, in cui perde tutta la sua energia e si comporta in maniera inusuale, arrivando al punto di addormentarsi durante alcune prove, ma grazie alle sue amiche riesce sempre a riprendersi da queste situazioni. Chiama Mahiro con molti soprannomi.
Miyo Murosaki (室崎 みよ?, Murosaki Miyo)
Doppiata da: Natsumi Hioka
Miyo è una studentessa delle scuole medie e amica intima di Mahiro. Miyo è una ragazza alta con gli occhi rossi e lunghi capelli rosso scuro che tiene legati in due treccine laterali. Fisicamente è notevolmente sviluppata per la sua età in quanto ha un grande seno e un aspetto molto curato, anche se per imbarazzo cerca di nascondere tali caratteristiche ogni volta che le è possibile. Ha un carattere calmo e sembra andare bene a scuola. Il suo tratto caratteriale maggiormente distintivo la vede emozionarsi quando si parla di situazioni amorose tra una coppia di ragazze, infatti legge manga di genere yuri e indossa diversi travestimenti per andare in libreria a comprarli. È imbarazzata per questi suoi gusti e cerca di tenerli nascosti agli altri, ma le sue amiche se ne rendono conto velocemente. Miyo è l'unico membro del suo gruppo di amiche ad essere figlia unica e di conseguenza si sente esclusiva per il fatto di non avere fratelli.

## Media

### Manga
Prima di creare la serie, l'autore di Onii-chan wa oshimai!, Nekotofu, era un fan del genere "gender bender" di anime e manga come Ranma ½, Kashimashi: Girl Meets Girl e Idol Pretender. In quanto tale, Nekotofu nutriva da molto tempo un interesse nel creare una propria serie del genere, e fu ispirato a farlo dopo aver visto Your name.. È stato anche motivato dalla risposta positiva a un dōjinshi da lui creato che presentava anche elementi simili di piegamento del genere. Nekotofu ha iniziato ad autopubblicare la serie su Pixiv nel gennaio 2017, e successivamente su Niconico Seiga, dove è diventato molto più popolare. In seguito il manga ha iniziato la serializzazione sulla rivista Monthly Comic Rex della casa editrice Ichijinsha dal 27 aprile 2019. Nekotofu continua ad autopubblicare la serie online e a realizzare dōjinshi con il permesso di Ichijinsha. Il primo volume tankōbon è stato pubblicato il 27 giugno 2018. Al 26 luglio 2025, sono stati pubblicati un totale di 10 volumi.

#### Volumi
| Nº | Data di prima pubblicazione | Data di prima pubblicazione                                                 | Data di prima pubblicazione |
| Nº | Giapponese                  | Giapponese                                                                  |                             |
| -- | --------------------------- | --------------------------------------------------------------------------- | --------------------------- |
| 1  | 27 giugno 2018              | ISBN 978-4-7580-6750-8                                                      |                             |
| 2  | 26 gennaio 2019             | ISBN 978-4-7580-6792-8                                                      |                             |
| 3  | 27 settembre 2019           | ISBN 978-4-7580-6828-4                                                      |                             |
| 4  | 27 luglio 2020              | ISBN 978-4-7580-6883-3                                                      |                             |
| 5  | 27 maggio 2021              | ISBN 978-4-7580-6917-5                                                      |                             |
| 6  | 27 aprile 2022              | ISBN 978-4-7580-6977-9                                                      |                             |
| 7  | 7 gennaio 2023              | ISBN 978-4-7580-8400-0 (ed. regolare) ISBN 978-4-7580-8401-7 (ed. limitata) |                             |
| 8  | 27 novembre 2023            | ISBN 978-4-7580-8456-7 (ed. regolare) ISBN 978-4-7580-8457-4 (ed. limitata) |                             |
| 9  | 27 settembre 2024           | ISBN 978-4-7580-8582-3 (ed. regolare) ISBN 978-4-7580-8583-0 (ed. limitata) |                             |
| 10 | 26 luglio 2025              | ISBN 978-4-7580-8756-8 (ed. regolare) ISBN 978-4-7580-8757-5 (ed. limitata) |                             |

### Drama-CD
Una serie di drama-CD dōjin prodotti dal circolo personale di Nekotofu, GRINP, hanno iniziato ad essere pubblicati a partire dall'aprile 2018 a cadenza irregolare. Parlando della loro realizzazione, Nekotofu ha affermato di aver ricevuto un invito da un amico che lavorava presso una società di produzione di drama-CD e di aver pensato che un drama-CD dōjin, al tempo considerato ancora raro nel settore, sarebbe stato sia un successo ma anche un modo per promuovere la sua opera. In un'intervista con Harumi Inaka, Nekotofu ha affermato: "Dato che è un lavoro originale, voglio svilupparlo in vari modi alla mia portata. Con l'aiuto di un mio amico della società di produzione, sono riuscito a realizzare un lavoro a tutti gli effetti con un cast meraviglioso. Sono riuscito a creare qualcosa di unico". Il regista Takumi Kodama ha presentato i candidati per il casting e Nekotofu li ha selezionati in base alle sue preferenze. Inoltre, il cast di doppiatori impiegato nei drama-CD è il medesimo che tornerà nella serie anime. Il primo drama-CD è Drama CD Onii-chan wa oshimai! (ドラマCD お兄ちゃんはおしまい！?, Dorama CD Onii-chan wa oshimai!) che è stato distribuito durante la manifestazione COMIC1☆13 il 30 aprile 2018. Il secondo disco è Drama CD Onii-chan wa oshimai! 2 (ドラマCD お兄ちゃんはおしまい！2?, Dorama CD Onii-chan wa oshimai! 2) che è uscito durante il Comic Market 96 l'11 agosto 2019. Il terzo disco, Drama CD Onii-chan wa oshimai! EX (ドラマCD お兄ちゃんはおしまい！EX?, Dorama CD Onii-chan wa oshimai! EX), è stato distribuito al COMITIA 137 il 20 settembre 2021.
Un drama-CD fornito con l'edizione speciale dell'ottavo volume del manga originale è stato pubblicato il 27 novembre 2023. La sceneggiatura è stata scritta da Michiko Yokote, responsabile della sceneggiatura dell'anime, mentre le illustrazioni della copertina sono state realizzate da Shingo Fujii, ovvero il regista della serie animata. Il cast di doppiatori è il medesimo dei drama-CD dōjin e dell'anime. La storia è ispirata all'ultima scena dell'anime.

### Anime

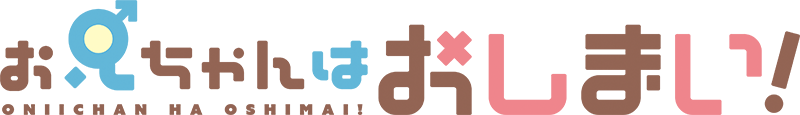
Logo della serie

L'adattamento anime è stato annunciato il 22 aprile 2022. È prodotto da Studio Bind e diretto da Shingo Fujii, con Michiko Yokote che si occupa della composizione della serie, con Ryo Imamura che si occupa del character design e colonna sonora composta da Daisuke Achiba e Alisa Okehazama. La serie è stata trasmessa dal 5 gennaio al 23 marzo 2023 su AT-X, Tokyo MX e BS11. La sigla di apertura è Identeitei Meltdown (アイデン貞貞メルトダウン?, Aiden sada sada Merutodaun) di Enako feat. P Maru-sama, mentre la sigla finale è Himegoto*Crisisters (ひめごと＊クライシスターズ?, Himegoto*Kuraishisutāzu) di Marika Kōno, Kaori Ishihara, Hisako Kanemoto e Minami Tsuda. La serie è stata pubblicata su Crunchyroll in alcuni Paesi, tranne in Italia dove risulta inedita. Medialink ha licenziato la serie nel sud-est asiatico.

#### Episodi
| Nº | Titolo italiano (traduzione letterale) Giapponese 「Kanji」 - Rōmaji | In onda          | In onda |
| Nº | Titolo italiano (traduzione letterale) Giapponese 「Kanji」 - Rōmaji | Giapponese       |         |
| 1  | Mahiro e il corpo che non va 「まひろとイケないカラダ」 - Mahiro to ikenai karada | 5 gennaio 2023   |         |
| 1  | Mahiro Oyama è un hikikomori che vive la sua sorellina prodigio Mihari che è una ricercatrice. Un giorno, Mahiro si sveglia con l'aspetto di una ragazzina e scopre di aver assunto tali sembianze a causa di una droga somministratagli segretamente da Mihari come parte del suo progetto di riabilitazione. In seguito, Mihari gli fa una visita medica, lo costringe a farsi una doccia e indossare abiti femminili e sembra iniziare ad accettare il suo nuovo corpo. Nonostante ciò, Mahiro si ritrova a cercare di sopprimere alcuni suoi desideri perversi e finisce per giocare a una visual novel BL, il che lo lascia sconvolto per essersi eccitato per un genere che prima non avrebbe mai trovato interessante. Così Mihari lo porta a fare jogging e gli fa comprare un nuovo reggiseno, poi Mihari crede di avere una crisi d'identità e il giorno dopo si rifiuta di fare esercizio fisico preferendo rimanere a letto a dormire, portando la sorella a chiedersi quale potrebbe essere la prossima cosa da fare per aiutarlo. |                  |         |
| 2  | Mahiro e quel giorno del mese 「まひろと女の子の日」 - Mahiro to onnanoko no hi | 12 gennaio 2023  |         |
| 2  | Siccome la caldaia si è rotta, Mihari e Mahiro si recano un bagno pubblico per lavarsi, e qui la prima insegna a Mahiro come curare i propri capelli lunghi. Successivamente, Mahiro e Mihari finiscono nella stessa vasca insieme, ma il primo decide di uscire poco dopo in quanto esausto e ricorda di quando era lui ad aiutare sua sorella a fare il bagno. Il giorno dopo, prima della colazione, Mihari insegna a Mahiro come non bagnarsi i capelli lunghi quando si sciacqua il viso e gli fa indossare un fermacapelli. Terminata la colazione, Mihari sorprende Mahiro farsi le trecce e decide di farle provare nuove acconciature per poi scattare delle fotografie utili come dati delle sue ricerche. Mahiro critica Mihari perché indossa sempre gli stessi vestiti, perciò quest'ultima va a cambiarsi per dimostrare di tenere alla sua immagine, ma siccome Mahiro la ignora poiché distratto da un videogioco, si arrabbia con lui. Dopo che Mihari ha fatto notare a Mahiro che tende a sedersi come una ragazza, quest'ultimo tenta invano di recuperare la sua mascolinità eseguendo vari esercizi fisici ma inizia a sentirsi male. Dato che è passato quasi un mese dall'inizio della sua trasformazione, Mahiro ha le sue prime mestruazioni e Mihari si prende cura di lui.                                                                                 |                  |         |
| 3  | Mahiro e l'incontro con l'ignoto 「まひろと未知との遭遇」 - Mahiro to michi to no sōgū | 19 gennaio 2023  |         |
| 3  | Mahiro fa la conoscenza di Kaede Hozuki, una gyaru amica di Mihari, che gli prepara il pranzo e lo trucca per renderlo più carino. Dopo qualche momento di imbarazzo, Mahiro sembra godere della compagnia di Kaede e inizia a stringere amicizia con lei, finendo per ritenerla una brava ragazza, poi verso sera lui e Mihari la salutano. Qualche tempo dopo esce al cinema il film Space Titanic e siccome Mahiro vorrebbe vederlo, nel pomeriggio Mihari lo porta in un centro commerciale con il cinema e incontrano Kaede. Dato che c'è abbastanza tempo prima dell'inizio dello spettacolo, le tre fanno un giro per i negozi e comprano dei costumi da bagno. In seguito vanno al cinema ma Mahiro deve recarsi ai servizi, ma siccome la fila è troppo lunga finisce per non fare in tempo, quindi Kaede le compra un paio di mutandine nuove per sostituire quelle bagnate e tornano in sala. Mahiro scopre che Mihari ha preso il raffreddore e decide di svolgere le faccende domestiche al posto suo, finendo per commuovere la sorella per aver cucinato per lei. Alla fine Mihari guarisce e prepara dei biscotti per ringraziare la gentilezza del fratello, poi si lamenta con lui per aver sbagliato il lavaggio dei vestiti in lavatrice. |                  |         |
| 4  | Mahiro e la nuova amica 「まひろとあたらしい友達」 - Mahiro to atarashii tomodachi | 26 gennaio 2023  |         |
| 4  | Dopo aver visto un anime majokko in televisione, Mahiro imita una ragazza magica e Mihari lo sorprende, poi lo informa che passerà la notte a scuola per continuare la sua ricerca, quindi gli lascia il compito di badare a se stesso in sua assenza. Mahiro ozia tutto il giorno e crede di essere felice, ma poi si rende conto che gli manca la sorella, così, quando quest'ultima torna a casa lo trova sveglio e gli pettina i capelli. Dopo che Mahiro ha perso una partita ai videogiochi contro Mihari, si ritrova a dover far la spesa in un centro commerciale e inizia a stringere amicizia con Momiji, la sorella maschiaccio di Kaede che va alle scuole medie, e inizialmente la scambia per un ragazzo. Qualche giorno dopo, Kaede e Momiji vanno a casa di Mahiro e Mihari e siccome Kaede e Mihari devono studiare assieme, Mihari propone a Mahiro e Momiji di andare a giocare in camera, quindi Mahiro riordina la sua stanza per nascondere la sua collezione di manga hentai. Mentre Momiji fa il solletico a Mahiro, quest'ultimo finisce per svelare senza volerlo i manga che possiede e si inventa che sono di un ipotetico fratello, quindi Momiji glieli fa mettere via. Alla fine, Mahiro e Momiji cadono, finendo in una posizione fraintendibile, e arrivano Mihari e Kaede che però capiscono la situazione, dopodiché Kaede e Momiji tornano a casa. |                  |         |
| 5  | Mahiro, l'orientamento e l'invito 「まひろと補導とお誘いと」 - Mahiro to hodō to osasoi to | 2 febbraio 2023  |         |
| 5  | Mahiro si alza al mattino presto in quanto nei konbini vengono date delle stampe ritraenti dei personaggi del suo anime preferito, perciò esce volontariamente di casa e ottiene ciò che vuole senza problemi. Sulla via del ritorno si ferma in una sala giochi dove scatta alcune fotografie in una macchinetta, poi viene fermato da un funzionario scolastico che gli chiede perché non sia a scuola. Dopo questo incontro traumatico Mahiro torna a casa e si sfoga con Mihari, che inizia a pensare a una soluzione al problema. Siccome Mahiro ha i capelli troppo lunghi, Mihari decide di portarlo da una parrucchiera per fargli adottare una nuova acconciatura e Mahiro si addormenta in quanto la parrucchiera è una chiacchierona. Mihari convince Mahiro a venire con lei a casa di Momiji e Kaede con una scusa, dopodiché cenano insieme e pianificano una gita alle terme. Siccome Mahiro non può passare la vita a poltrire, Mihari mette in atto il suo piano B e sulla porta si presenta Momiji accompagnata da altre due studentesse che salutano Mahiro che rimane piuttosto confuso. |                  |         |
| 6  | Mahiro e le studentesse delle medie 「まひろと二度目の中学生」 - Mahiro to nidome no chūgakusei | 9 febbraio 2023  |         |
| 6  | Mahiro si presenta a una classe delle scuole medie e tramite un flashback viene mostrato il giorno in cui Momiji l'aveva invitato a prendere un parfait insieme alle sue amiche Miyo e Asahi. Mahiro inizia a stringere amicizia con loro e quando torna a casa, Mihari lo informa che dovrà tornare alle scuole medie e che ha inventato una copertura per giustificare la sua lunga assenza. Tornato al presente, Mahiro soffre ancora di ansia sociale, ma le sue amiche lo aiutano a superare le sue paure e farlo sentire a suo agio. Non ancora del tutto integrato nel suo attuale corpo, Mahiro commette diversi errori come usare il bagno dei ragazzi e finisce quasi per cambiarsi d'abito in classe, ma poi si reca nello spogliatoio femminile. Un giorno deve svolgere l'ora di educazione fisica ma siccome non se la sente, Miyo dice alla professoressa Oyama che la sua amica ha dei crampi mestruali e di conseguenza non può correre. Alla sera, Mahiro ne parla con Mihari e le dice che non deve diventare un'abitudine poiché potrebbe creare problemi quando li avrà veramente e Mahiro concorda. |                  |         |
| 7  | Mahiro e il gioco di ruolo 「まひろとロールプレイ」 - Mahiro to Rōru Purei | 16 febbraio 2023 |         |
| 7  | Mahiro crede che non avrà problemi nello svolgere gli esami di prima media viste le sue conoscenze pregresse, tuttavia quando arriva il giorno in cui bisogna svolgere la prova di matematica, una delle poche materie in cui è bravo, finisce per addormentarsi sul banco. Nelle prove successive invece ha alcuni problemi, tranne che in inglese, ma i suoi sforzi si rivelano vani e quindi dovrà partecipare alle lezioni di recupero assieme ad Asahi. Dopo aver appreso del soprannome che Asahi dava a Momiji quando andavano alle elementari, Mahiro chiacchiera con due compagni di classe che condividono lo stesso interesse per una serie di videogiochi, ma si deprime quando si rende conto che il suo capitolo preferito sia uscito prima della nascita dei due ragazzi. Siccome nella prossima lezione di economia domestica bisognerà preparare dei biscotti, Mahiro e Momiji vanno da Kaede per imparare come farli. Il giorno della lezione, Mahiro e le sue amiche preparano dei biscotti al tè nero e sorprendono l'insegnante, poi Mahiro ne regala alcuni a Mihari. |                  |         |
| 8  | Mahiro e la prima serata tra ragazze 「まひろとはじめての女子会」 - Mahiro to hajimete no joshikai | 23 febbraio 2023 |         |
| 8  | Durante un pigiama party, Mahiro ripensa a come si è ritrovato in quella situazione. In seguito viene mostrato che durante le vacanze invernali, Mihari ha invitato segretamente le amiche di Mahiro per organizzare un pigiama party. Le ragazze trascorrono così la serata a giocare un videogioco, cenano e fanno un bagno, Mahiro con Mihari mentre Momiji con Asahi e Miyo. In tale occasione viene mostrato in un flashback come Momiji e Asahi si sono conosciute finendo per diventare buone amiche. Quando arriva il momento di andare a letto, Momiji e Asahi si sfidano a carta forbici sasso e poco dopo si svolge una lotta con i cuscini tra tutte e quattro. Asahi decide quindi di raccontare una storia dell'orrore riguardante un mostro dei cuscini prima di addormentarsi e durante il sonno finisce per prendere la trapunta di Mahiro. Mahiro cerca di farsi dare una mano da Momiji, ma quest'ultima scambiandola per un mostro urina nel suo futon. Mahiro lo lava e se ne prende la colpa la mattina seguente per coprire l'amica. |                  |         |
| 9  | Mahiro e le vacanze di fine anno 「まひろと年末年始」 - Mahiro to nenmatsu nenshi | 2 marzo 2023     |         |
| 9  | Durante il periodo natalizio, Mihari dice di avere un appuntamento, quindi Mahiro chiede a Momiji di aiutarlo a seguire la sorella in quanto preoccupato per lei. Dopo aver scoperto che usciva con Kaede, Mahiro e Momiji si mettono a seguire Mihari e Kaede mentre fanno varie commissioni in giro. In un negozio di abbigliamento, Mahiro aiuta Momiji a provarsi alcuni vestiti ma arrivano Mihari e Kaede e tutte e quattro passano il resto della giornata godendosi la reciproca compagnia in un mercatino di Natale. A casa, Mihari regala a Mahiro una sciarpa, e lo stesso dono viene fatto da Kaede a Momiji. Mihari porta Mahiro a visitare un santuario per festeggiare il nuovo anno, finendo per unirsi a Kaede e Momiji, con le quali fanno delle offerte e preghiere. Incontrate anche Asahi e Miyo, il gruppo trascorre il resto della giornata assieme, poi vanno tutti a cenare a casa di Kaede. Qui Mihari prova l'amazake per la prima volta, ma dopo un sorso si ubriaca e mostra un forte affetto romantico verso le presenti. Passata la sbronza, tutti tornano nelle rispettive case. |                  |         |
| 10 | Mahiro, le tette e l'identità 「まひろとおっぱいとアイデンティティ」 - Mahiro to oppai to Aidentiti | 9 marzo 2023     |         |
| 10 | Il primo giorno di scuola dopo le vacanze invernali, Mahiro incontra Kaede e Momiji e nota che lei e la sua amica hanno la stessa sciarpa. In classe, Mahiro e le compagne discutono di moda durante i mesi più freddi. Kaede prende lezioni supplementari da Mihari e come ricompensa fa dei massaggi a lei e a Mahiro. Durante il giorno di San Valentino, Mahiro scambia con le compagne di classe delle tavolette di cioccolato con dei dolciumi, poi ne regala una a due compagni maschi e ne compra un'altra per sua sorella, facendola commuovere. In libreria, Mahiro sbriga delle compere per sua sorella e sorprende i due ragazzi di prima mentre tentano di entrare nella sezione per adulti, ma dopo che questi sono fuggiti per l'imbarazzo, incontra Miyo che confida di essere una fan del genere yuri. In seguito vanno a mangiare insieme delle crêpes e vengono raggiunte successivamente da Momiji e Asahi. Alla fine, i due ragazzi chiedono a Mahiro di mantenere il segreto riguardante la loro visita in libreria e Mahiro finisce per farsi fraintendere. |                  |         |
| 11 | Mahiro e il galateo femminile 「まひろと女子のたしなみ」 - Mahiro to joshi no tashinami | 16 marzo 2023    |         |
| 11 | In classe scoppia il boom dell'oroscopo e alla sera Mahiro legge una rivista sull'astrologia con Mihari scoprendo che non deve dimenticare gli anniversari. Il giorno dopo, Mahiro incontra Momiji affetta dalla chūnibyō, poi in classe questa vuole fare l'oroscopo per sapere la data di nascita di Mahiro, solo per scoprire che compie gli anni proprio in quel giorno e alla sera Mihari gli fa gli auguri. L'indomani Mahiro nota che le sue amiche non possono accompagnarlo a casa, capendo che vogliono fargli una festa a sorpresa, ma dopo un'incomprensione con Asahi, Mahiro ci rimane male e si fa consolare da Mihari. Momiji, Asahi e Miyo arrivano a casa sua per festeggiare assieme e Mahiro riceve dei regali, tra cui un balsamo per labbra da parte di Kaede, che però non è potuta venire. Un giorno Mahiro decide di mettersi il balsamo per labbra per andare a scuola e finisce per attirare l'attenzione della classe, ma poi l'insegnante le dice che è contro le regole e glielo fa togliere in bagno. A casa, Kaede veste e trucca Mihari e Mahiro in stile gyaru. |                  |         |
| 12 | La fine di Mahiro e il futuro 「まひろのおしまいとこれから」 - Mahiro no oshimai to kore kara | 23 marzo 2023    |         |
| 12 | Come d'accordi presi in precedenza, durante le vacanze primaverili Mahiro e le altre fanno un viaggio alle terme. Sul luogo Mahiro avverte una strana sensazione, poi insieme al resto del gruppo si reca nella locanda Tsukimi e fa un giro per le vie del paese. Tornate alla locanda, le ragazze decidono di farsi un bagno nelle terme, ma una volta nella vasca, Mahiro si sente a disagio a causa della sensazione di prima e scopre che l'effetto della medicina di Mihari sta lentamente svanendo e il suo pene sta ricrescendo. Preso dal panico, torna nella locanda con Mihari per spiegarle la situazione e questa mostra di avere con sé della medicina di riserva, dicendogli di considerare che se la assumerà lo farà rimanere una ragazza per diverso tempo. Si mette a nevicare e le ragazze escono fuori, quindi Mahiro riflette sulla sua attuale vita e decide di bere la medicina, facendo sparire il pene. Durante il viaggio di ritorno in treno, Mihari gli rivela che il suo progetto di riabilitazione sta andando meglio del previsto, poi fratello e sorella si addormentano vicini l'uno all'altra. |                  |         |

## Accoglienza

### Riconoscimenti
Onii-chan wa oshimai! si è classificato quinto al Next Manga Award 2018 della rivista Da Vinci nella categoria web manga nell'agosto 2018 e al nono posto nelle elezioni generali Web Manga 2019 nell'ottobre 2019. Il manga si è anche classificato terzo nella classifica "Manga We Want to See Animated", ovvero i manga che vogliamo vedere animati, di AnimeJapan nel 2020 e al settimo posto nel 2021.

### Critica
La serie ha ricevuto recensioni positive ed è stata classificata dagli spettatori in Giappone come l'anime televisivo più apprezzato della stagione invernale 2023 sia su Niconico che sul sito di classificazione degli anime Anikore.jp. Un recensore giapponese di 4Gamer.net ha espresso pareri positivi riguardo alla sua colonna sonora e al suo stile artistico. Shoki Ota di KAI-YOU ha affermato che la serie è notevole per la sua meticolosa rappresentazione della vita quotidiana e ha sostenuto che: "Anche se potrebbe non essere per tutti a causa dei legami allo scambio di genere, sembra un'opera condensata in mezzo a il recente "festival degli anime", rendendolo un must in questa stagione".
Le recensioni da parte della critica in lingua inglese sono state contrastanti, nonostante le valutazioni alte degli utenti. Alcuni recensori hanno criticato la premessa e i temi lolicon, elogiando l'animazione e la musica, che sono state ritenute quasi universalmente di qualità eccezionale. Rebecca Silverman di Anime News Network è stata più contenuta nelle sue critiche, descrivendo il fan service come "relativamente attenuato", ma ha sostenuto che la premessa narrativa era "meschina" e descritta come scomoda da guardare e che ne spreca il potenziale.
Kim Morrissy sempre di Anime News Network è stato più positivo, affermando che Onii-chan wa oshimai! è il miglior anime della stagione". Morrissy ha fortemente elogiato la storia, l'umorismo, i disegni e la produzione animata, in particolare il lavoro del regista della serie, Shingo Fujii, che in precedenza ha lavorato al franchise di Pretty Cure. Inoltre il recensore ha ritenuto che la storia sia stata caratterizzata per essere ampiamente riconoscibile per i suoi temi, riguardanti la crescita e l'accettazione di cambiamenti personali significativi.

### Popolarità
Nel febbraio 2023 i fan di Onii-chan wa oshimai! hanno inviato numerosi regali allo staff di Studio Bind, lo studio di produzione dell'anime, di cui il direttore della serie, Shingo Fujii, ha pubblicato le foto in un tweet ringraziandolo per il loro supporto.

### Vendite
A dicembre 2022 il manga ha superato un milione di copie in circolazione, comprendendo le versioni digitali.